# سیاهرگ مرزی راست
سیاهرگ مرزی راست (به انگلیسی: Right marginal vein) یک سیاهرگ کوچک است که خون را از دیواره قلب بیرون می‌آورد. این سیاهرگ از امتداد حاشیه تحتانی قلب گذر کرده و به رگ کوچک قلب (که گاهی به عنوان سیاهرگ کرونری راست شناخته می‌شود) در شیار کرونری می‌پیوندد، یا مستقیماً به دهلیز راست باز می‌شود.